# パンテテインキナーゼ
パンテテインキナーゼ(Pantetheine kinase、EC 2.7.1.34)は、以下の化学反応を触媒する酵素である。
ATP + パンテテイン {\displaystyle \rightleftharpoons } ADP + パンテテイン-4'-リン酸
従って、この酵素の基質はATPとパンテテインの2つ、生成物はADPとパンテテイン-4'-リン酸の2つである。
この酵素は転移酵素、特にアルコールを受容体とするホスホトランスフェラーゼに分類される。この酵素の系統名は、ATP:パンテテイン 4'-ホスホトランスフェラーゼ(ATP:pantetheine 4'-phosphotransferase)である。この酵素は、パントテン酸と補酵素Aの生合成に関与している。